# Saison 2007-2008 des Diables rouges de Briançon
Autres saisons
Saison précédente Saison suivante
Les Diables rouges de Briançon disputent la saison 2007-2008 au sein de la Ligue Magnus, l'élite du hockey sur glace français.

## La saison régulière

### Contexte
Les Diables rouges restent sur une saison 2006-2007 conclue par une troisième place en championnat et deux échecs dans les coupes nationales.

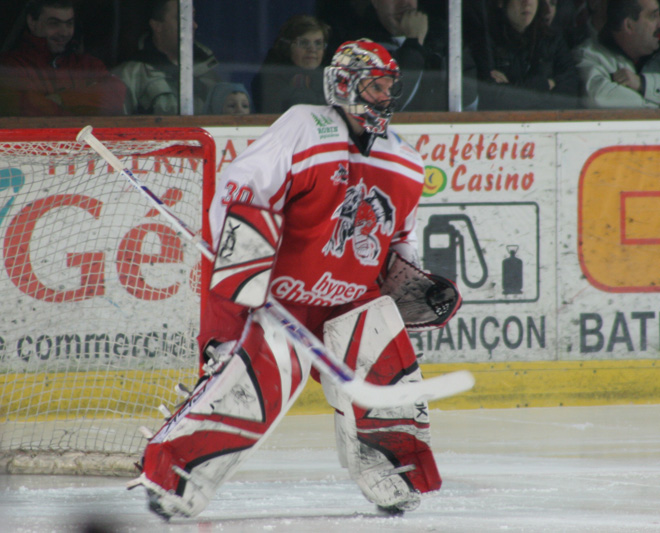
Christian Bronsard

### Les transferts
- Arrivées et prolongations
  - Le capitaine Edo Terglav prolonge, tout comme Jakob Milovanovič, et fait venir le véloce attaquant Mitja Šivic en provenance du HDD ZM Olimpija.
  - L'ailier gauche hongrois Balázs Ladányi qui a toujours joué dans son pays rejoint ses compatriotes Viktor Szélig et Márton Vas.
  - Christian Bronsard demeure le portier des diables.
  - Deux anciens coéquipiers de Jean-François Dufour rejoignent l'équipe, le défenseur Alexandre Rouleau et l'attaquant John Christian Ruid. Le premier a porté les couleurs de l'Équipe du Canada lors du Championnat du monde junior de hockey sur glace 2003. Il a passé la dernière saison entre le Rampage de San Antonio en Ligue américaine de hockey et les RoadRunners de Phoenix en ECHL. Le second, un centre américain au gros gabarit, possède de belles statistiques en Amérique du Nord, mais des expériences plus que mitigées en Europe. Il arrive en provenance Komets de Fort Wayne en UHL où il a mis plus de 100 points dans la saison.
  - Le finlandais Simo Vidgren arrive du KalPa Kuopio de la SM-liiga dont il est élu meilleur recrue en 2004-2005[1].
  - Damien Raux arrive en provenance de Rouen.
  - Le jeune défenseur de la Ligue de hockey junior majeur du Québec, Luciano Lomanno qui possède la double nationalité italo-canadienne arrive en tant que septième défenseur.
  - Les défenseurs Gary Lévêque et Milan Tekel deviennent les assistants de Terglav.
  - Après la retraite d'Éric Blais, Cédric Boldron devient le plus expérimenté des joueurs formés au club.
- Départs

Quatre départs majeurs du côté de la ville haute : 
- - Le meilleur pointeur et révélation de la saison Pierre-Luc Sleigher rejoint Martigny en LNB.
  - Luciano Basile n'a pas la volonté de conserver ses joueurs tchèques. De ce fait, le centre Martin Filip, adulé par tous les briançonnais part pour Tours.
  - Mickaël Pérez tente de passer un nouveau palier en signant à Grenoble, champion de France en titre.
  - Le défenseur Rémi Royer omniprésent lors des derniers play-offs prend la direction de l'Autriche pour aller encadrer la jeune garde du EC Red Bull Salzbourg en Nationalliga.
  - Éric Blais prend sa retraite.
  - Le rugueux Petr Kratky rejoint les Newcastle Vipers en EIHL.

## Composition de l'équipe
Les Diables Rouges 2007-2008 sont entraînés par Luciano Basile, assisté de Jean-François Dufour et le président est Alain Bayrou.
Les statistiques des joueurs en Ligue Magnus sont listés dans le tableau ci-dessous. En ce qui concerne les  buts marqués, les totaux marqués dans cette section ne comprennent pas les buts des séances de tir de fusillade.
Nota : PJ : parties jouées, V : victoires, D : défaites, DPr : défaite en prolongation, Min : minutes jouées, Bc : buts contre, Bl : blanchissages, Moy : moyenne d'arrêt sur la saison, B : buts marqués, A : aides, Pun : minutes de pénalité.

### Gardiens de buts
| Joueur | Joueur             | PJ | V  | D | DPr | Min | Bc | Bl | Moy | B | A | Pun |
| ------ | ------------------ | -- | -- | - | --- | --- | -- | -- | --- | - | - | --- |
| 30     | Christian Bronsard | 25 | 21 | 2 | 2   | -   | 48 | 0  | -   | 0 | 1 | 16  |
| 1      | Damien Angella     | 5  | -  | 1 | -   | -   | 5  | 0  | -   | 0 | 0 | 0   |
| 22     | Paco Galloppe      | 0  | -  | - | -   | -   | -  | -  | -   | - | - | -   |

### Joueurs
|    | Joueur               | Poste | PJ | B  | A  | Pts | Pun | Commentaire           |
| -- | -------------------- | ----- | -- | -- | -- | --- | --- | --------------------- |
| 61 | Cyril Arnaud         | D     | 24 | 0  | 0  | 0   | 2   |                       |
| 87 | Dimitri Faure-Brac   | A     | 21 | 2  | 1  | 3   | 22  |                       |
| 12 | Sébastien Dermigny   | D     | 26 | 0  | 2  | 2   | 26  |                       |
| 25 | Gary Lévêque         | D     | 26 | 0  | 3  | 3   | 43  | Assistant Capitaine   |
| 4  | Luciano Lomanno      | D     | 24 | 1  | 5  | 6   | 6   |                       |
| 19 | Jean-François Dufour | AG    | 26 | 15 | 25 | 40  | 20  |                       |
| 24 | Mitja Šivic          | C     | 26 | 13 | 13 | 26  | 36  |                       |
| 11 | Balázs Ladányi       | AG    | 23 | 13 | 12 | 25  | 10  |                       |
| 13 | Simo Vidgren         | C     | 23 | 2  | 5  | 7   | 28  |                       |
| 32 | Alexandre Rouleau    | D     | 26 | 9  | 13 | 22  | 89  |                       |
| 52 | Milan Tekel          | D     | 20 | 3  | 8  | 11  | 10  | Assistant Capitaine   |
| 86 | Jakob Milovanovič    | D     | 22 | 2  | 4  | 6   | 10  |                       |
| 5  | Viktor Szélig        | D     | 21 | 0  | 4  | 4   | 54  |                       |
| 28 | Damien Raux          | C     | 26 | 4  | 9  | 13  | 6   |                       |
| 18 | Benjamin Arnaud      | A     | 26 | 4  | 3  | 7   | 4   |                       |
| 9  | Edo Terglav          | AD    | 26 | 15 | 21 | 36  | 22  | Capitaine de l'équipe |
| 10 | Cédric Boldron       | A     | 26 | 10 | 5  | 15  | 10  |                       |
| 85 | Sébastien Rohat      | A     | 26 | 3  | 6  | 9   | 20  |                       |
| 42 | Márton Vas           | C     | 26 | 10 | 15 | 25  | 16  |                       |
| 21 | John Christian Ruid  | C     | 24 | 15 | 21 | 36  | 72  |                       |

## Pré-Saison
Trophée Vauban : disputé du 17 au 19 août 2007 à la Patinoire René Froger de Briançon. Il oppose les équipes de Briançon, Ajoie (LNB), et deux pensionnaires de Ligue Magnus Rouen hockey élite 76 et Villard-de-Lans.
Classement final: 1. Rouen 2. Villard-de-Lans 3. Briançon 4. Ajoie
Poletna Liga : disputé du 24 au 26 août 2007 à la Patinoire Ledena dvorana de Bled en Slovénie. Il oppose les équipes de Briançon, et trois pensionnaires du Championnat d'Autriche: le HDD ZM Olimpija, l'Acroni Jesenice et l'EHC Liwest Linz.
Classement final : 1. Briançon 2. Olimpija Ljubljana 3. Linz 4. Acroni Jesenice
Autres matchs amicaux :

## Saison régulière
Briançon attaque la saison sans Milovanovič, suspendu 5 matchs pour une charge sur Martin Masa l'an passé à Grenoble. Il fait son retour le 29 septembre au Mont-Blanc. Les diables rouges ratent leur entrée à domicile en s'inclinant sans les honneurs 2-5 contre Angers. Le capitaine Terglav déclare alors à la presse locale  « C'est notre pire match à Briançon depuis que j'y joue (...) ». Szélig, blessé lors du tournoi de Bled, rentre le 5 octobre lors d'une victoire 2-1 contre Rouen au terme d'un match intense qui se dénoue en prolongations. Mais l'ambiance du début de saison est tendue, puisqu'une recrue est durement critiquée par une partie du public. Il s'agit de Ruid dont la lenteur et la nonchalance énervent. Mais Luciano Basile prend sa défense et lui donne toute sa confiance en le maintenant en première ligne. Il déclare préférer jouer à l'extérieur, le public briançonnais l'empêchant de travailler sereinement. La limite des transferts du 15 novembre 2007 étant passée, l'ambiance se calme, et l'équipe monte en puissance. Elle décroche une victoire à Rouen  fin décembre. Elle est leader du championnat durant une bonne partie de l'année 2008 mais cède à deux matchs de la fin à la suite d'une défaite à Épinal. Rouen gagne la saison régulière avec 45 points devant Briançon 44 points et Grenoble 41 points. 21 victoires dont deux en prolongations, 5 défaites dont deux en prolongations. Les hauts-alpins possèdent la troisième attaque avec 119 buts marqués et la première défense avec 62 buts encaissés. Jean-François Dufour, Christian Bronsard et Luciano Basile sont sélectionnés pour participer avec la sélection étrangère au Match des étoiles et Alexandre Rouleau, remplaçant, est appelé pour pallier l'indisponibilité du grenoblois Wallin.

## Les séries éliminatoires

### Contexte des séries
Les briançonnais ont vécu une période difficile en janvier-février après la finale de Coupe de la Ligue perdue. Les briançonnais aux commandes de la Ligue Magnus perde la première place de la saison régulière lors de l'avant-dernière journée. Ladányi et Lomanno sont blessés à l'entame des playoffs.

### Quart de finale
Les Diables rouges affrontent Tours vainqueur des Ours de Villard-de-Lans lors du premier tour. La série ne manque pas de piquant puisque l'entraîneur des diables noirs Robert Millette avait déclaré qu'il préférait affronter Briançon plutôt que Rouen ou Grenoble. La réponse de Luciano Basile dans les colonnes de L'Équipe fut cinglante : « On aimerait lui démontrer qu'il aurait mieux fait de fermer sa g**. Un tel manque de respect pour une équipe qui a gagné 21 matchs sur 26, et joué une finale de Coupe de la Ligue me sidère. (...) Je remercie Bob Millette : je n'ai pas besoin de préparer mes joueurs psychologiquement ». Les quarts sont donc lancés et la petite période de transition semble avoir fait le plus grand bien aux diables rouges. Un changement de taille va également apporter un plus indéniable à l'équipe, il s'agit de la titularisation de Mitja Šivic au centre de la première ligne d'attaque de l'équipe de la ville-haute à la place de Ruid. Aux côtés de son compatriote Terglav et de Dufour, la ligne fait des merveilles. Sept points chacun, huit buts au total lors des deux premières rencontres à René Froger pour deux victoires 9-4 puis 6-1. L'équipe s'impose solidement à Tours 3-1 et remporte la série trois victoires à zéro.
| Date  | Adversaire | Score | Buteurs des Diables Rouges | Gardien  |
| ----- | ---------- | ----- | --- | -------- |
| 07/03 | Tours      | 9-4   | Rouleau (Dufour, Milovanovič) Dufour (Terglav, Rouleau) Terglav (Dufour, Šivic) Dufour (Terglav, Šivic) Terglav (Tekel) Szélig (Vas, Ruid) Terglav (Ruid, Dufour) Vas (Šivic, Milovanovič) Rouleau (Terglav, Dufour) | Bronsard |
| 08/03 | Tours      | 6-1   | Milovanovič Šivic (Terglav) Ruid (Dufour, Terglav) Šivic (Vidgren) Šivic (Vidgren) Tekel (Šivic, Rouleau) | Bronsard |
| 11/03 | @ Tours    | 1-3   | Šivic (Vidgren) Terglav (Ruid, Tekel) Vas (Milovanovič, Szélig) | Bronsard |

### Demi-finale
Comme la saison précédente, la demi-finale oppose Briançon à Grenoble mais les diables rouges ont l'avantage de la glace cette fois-ci. Lors du premier match, les rouges sont menés 3-1 à la fin du premier tiers, 4-2 à la fin du second mais prennent le dessus physiquement sur les grenoblois lors de l'ultime période du temps réglementaire. Auteur de quatre points, Šivic inscrit le but de la victoire 5-4 après avoir traversé seul la patinoire René Froger en prenant de vitesse l'ensemble des défenseurs adverses.
Lors du second match, Vidgren ouvre la marque mais les Isérois égalisent à un dixième de la sirène du premier tiers. Dès lors, les équipes se neutralisent et s'affrontent aux tirs au but. Vas inscrit deux tentatives, Šivic et Ruid échouent. Bronsard met en échec deux (Lindström et Broz) des quatre tireurs des brûleurs. Le capitaine briançonnais Edo Terglav marque la cinquième tentative briançonnaise, puis Valcak qui en est déjà à sa troisième tentative personnelle voit son dernier tir finir sur le poteau du gardien canadien. Briançon remporte sa deuxième victoire avant d'aller jouer à l'extérieur.
Lors du troisième match à Grenoble, Briançon ouvre la marque par Ruid en double supériorité numérique. Les hommes de Lusth reprennent l'avantage mais Vas égalise dans le troisième tiers. A 2-2 à la fin des prolongations, les tirs au but vont une nouvelle fois départager les deux équipes. Après les parades successives de Fehri et Bronsard sur les tentatives de Amar, Vas, Treille, Terglav, Valcak, Ruid c'est Balázs Ladányi, toujours blessé aux adducteurs et qui n'a pas joué depuis un mois qui inscrit la quatrième tentative briançonnaise. Bronsard met en échec Broz et Briançon l'emporte 3-2. Les diables rouges remportent la série 3-0.
| Date  | Adversaire | Score      | Buteurs des Diables Rouges                                                          | Gardien  |
| ----- | ---------- | ---------- | ----------------------------------------------------------------------------------- | -------- |
| 18/03 | Grenoble   | 5-4        | 4 min 52 s, Šivic (Terglav, Ruid) SN 26 min 03 s, Milovanovič (Lomanno, Šivic) SN   | Bronsard |
| 19/03 | Grenoble   | 2-1 t.a.b. | 6 min 39 s Vidgren (Šivic, Vas) SN Terglav (tir au but)                             | Bronsard |
| 21/03 | @ Grenoble | 3-2 t.a.b. | 5 min 24 s, Ruid (Dufour) SN2 45 min 49 s, Vas (Szélig, Šivic) Ladányi (tir au but) | Bronsard |

### Finale
En finale face aux Dragons de Rouen, les diables rouges jettent leurs dernières forces dans la bataille. Ils s'inclinent 3-0 face à une armada rouennaise supérieure qui s'impose 6-4 lors du troisième match à René Froger. Cependant les briançonnais ne déméritent pas et terminent seconds de la Ligue Magnus.
| Date  | Adversaire | Score | Buteurs des Diables Rouges | Gardien  |
| ----- | ---------- | ----- | --- | -------- |
| 29/03 | @ Rouen    | 5-4   | 17 min 35 s, Milovanovič (Vas) 31 min 04 s, Šivic (Arnaud) 33 min 58 s, Ladányi (Šivic)                                       | Bronsard |
| 30/03 | @ Rouen    | 4-2   | 8 min 32 s, Dufour (Tekel, Rouleau) SN 38 min 57 s, Ladányi (Milovanovič, Terglav)                                            | Bronsard |
| 01/04 | Rouen      | 6-4   | 6 min 42 s, Dufour (Terglav, Rouleau) SN 29 min 15 s, B. Arnaud (Lévêque) 38 min 19 s, Rouleau (Terglav) 45 min 23 s, Ladányi | Bronsard |

## Coupe de France
| Date  | Adversaire      | Score          | Buteurs des Diables Rouges                                                                                | Gardien  |
| ----- | --------------- | -------------- | --- | -------- |
| 30/10 | @ Gap           | 3-5            | Raux (Rohat, Szélig) Šivic (Vidgren, B. Arnaud) Rouleau (Šivic) Rouleau (Terglav) Terglav                 | Bronsard |
| 14/11 | Villard-de-Lans | 6-1            | Ladányi (Lomanno) Lévêque (Vas, Dermigny) Raux (Lomanno) Ruid (Dufour) Lomanno (Raux, Rohat) Raux (Rohat) | Bronsard |
| 15/01 | Strasbourg      | 2-3 aux t.a.b. | Raux (B. Arnaud) Tekel                                                                                    | Bronsard |

## Coupe de la Ligue
Après avoir facilement disposé de Gap en huitièmes de finale, les diables rouges éliminent Grenoble. Battus 2-1 au match aller, ils creusent l'écart à la patinoire René Froger pour une victoire 7-3. En demi-finale, ils affrontent Morzine-Avoriaz qui maintient toutes ses chances en s'inclinant 3-2 dans les Hautes-Alpes. Mais les coéquipiers de Terglav sont impériaux au retour, se mettant dans les meilleurs dispositions dès l'entame du match (finalement 6-1) et se qualifient ainsi pour la finale qui se dispute à Méribel le 2 janvier 2008. Ils s'inclinent 4-3 après prolongation face à Rouen.
| Date  | Adversaire       | Score    | Buteurs des Diables Rouges | Gardien          |
| ----- | ---------------- | -------- | --- | ---------------- |
| 18/09 | @ Gap            | 0-5      | Ruid (Ladányi, Rouleau) Vidgren (Ladányi, Terglav) Ruid (Terglav, Rouleau) Dufour (Terglav) Ruid (Terglav, Dufour).                                           | Bronsard         |
| 25/09 | Gap              | 7-3      | Terglav (Dufour) Šivic Ladányi (Vas) Dufour (Terglav, Ruid) B. Arnaud (Lévèque) Boldron (Ladányi, Tekel) Raux                                                 | Bronsard Angella |
| 16/10 | @ Grenoble       | 2-1      | Terglav (Rouleau, Milovanovič) | Bronsard         |
| 23/10 | Grenoble         | 7-3      | Dufour (Milovanovič, Rouleau) Dufour (Ruid, Milovanovič) Dufour (Terglav, Ladányi) Dufour (Terglav, Ruid) Terglav (Dufour, Ruid) Vas (Ladányi) Vas (Ladányi). | Bronsard         |
| 27/11 | Morzine-Avoriaz  | 3-2      | Milovanovič (Ladányi) Ruid (Ladányi) Vidgren (Šivic, Vas) | Bronsard         |
| 03/12 | @Morzine-Avoriaz | 1-6      | Ruid (Rouleau, Lomanno) Milovanovič (Šivic, Vas) Rouleau (Ruid, Terglav) Ruid Terglav (Dufour) Vas (Šivic, Milovanovič)                                       | Bronsard         |
| 02/01 | Rouen            | 3-4 a.p. | Terglav (Šivic, Dufour) Ladányi (Vas, Boldron) Ruid (Šivic, Rouleau)                                                                                          | Bronsard         |